# Marie Luise Hensel

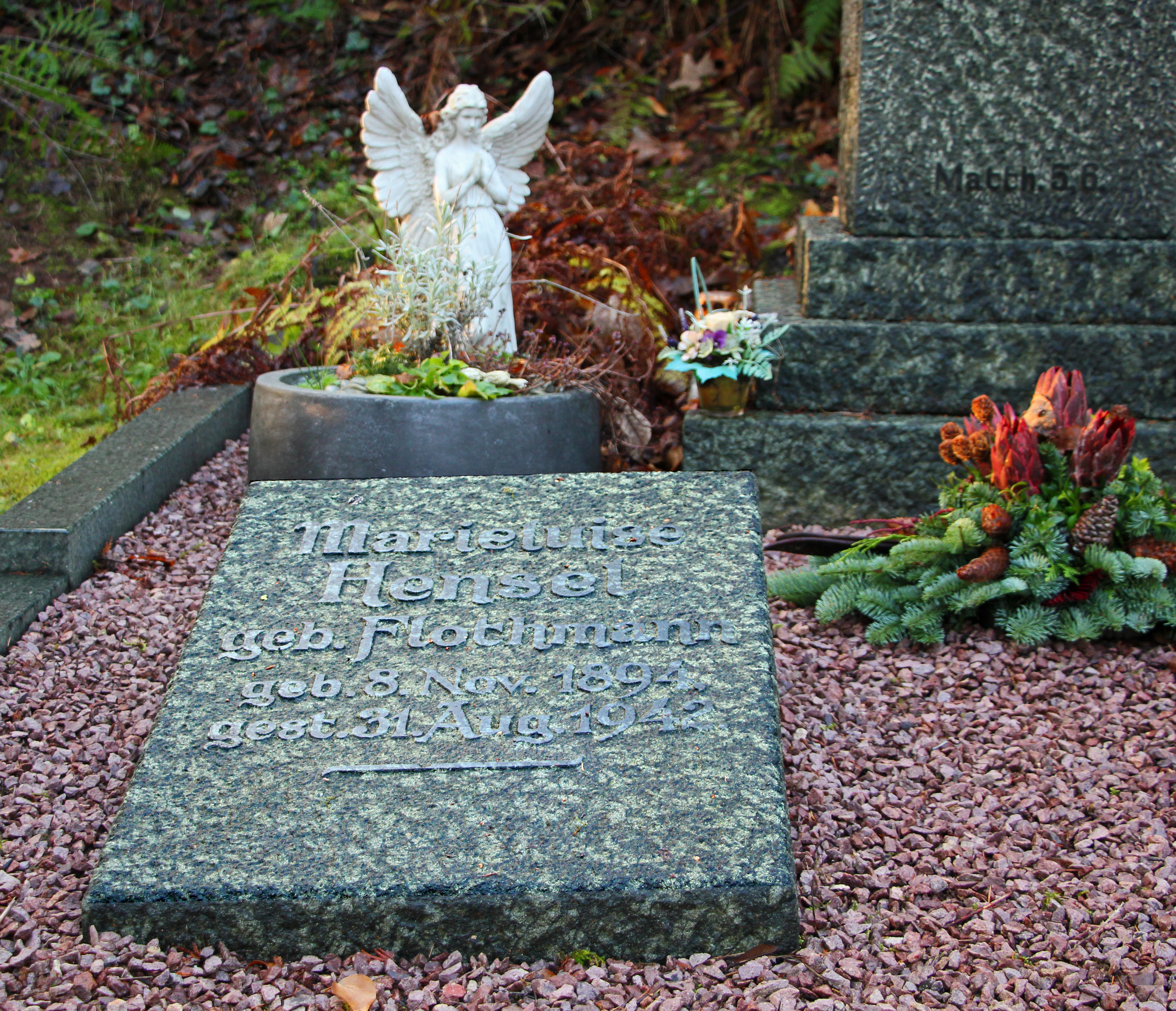
Grab von Marie Luise Hensel auf dem Hauptfriedhof in Marburg

Marie Luise Hensel geborene Flothmann (* 8. November 1894 in Bad Ems; † 31. August 1942 in Konstanz) war eine deutsche Widerstandskämpferin gegen den Nationalsozialismus und Fluchthelferin für NS-Verfolgte.

## Leben
Marie Luise Flothmann besuchte die Städtische höhere Mädchenschule (spätere Elisabethschule) in Marburg, wo sie sich mit Charlotte Hensel (* 1896) anfreundete, der Schwester ihres späteren Mannes. Sie heiratete 1918 in Marburg den Rechtswissenschaftler Albert Hensel. Ihr Schwiegervater war der Marburger Mathematik Professor Kurt Hensel, dessen Großmutter die Komponistin Fanny Hensel geborene Mendelssohn und Schwester von Felix Mendelssohn Bartholdy war. Die Familie Hensel wohnte am Marburger Schlossberg in einer von Kurt Hensel 1906 erbauten, repräsentativen Villa, die zu einem Zentrum literarisch-musischer Geselligkeit avancierte (heute Teil des Herder-Instituts).
Albert Hensel wurde als Finanz- und Steuerrechtler 1929 Professor an der Universität Königsberg. 1933 wurde er jedoch infolge seiner jüdischen Abstammung zwangsweise beurlaubt und die Familie kehrte mit ihren beiden Söhnen, Kurt und Martin nach Marburg zurück. Noch im selben Jahr starb Albert Hensel an Herzversagen.
Nach dem Tod ihres Ehemannes lebte Marie Luise Hensel weiter in Marburg. Ihr Schwiegervater Kurt Hensel, der wegen seiner jüdischen Vorfahren 1935 zwangsweise in den Ruhestand versetzt wurde, öffnete bis zu seinem Tod 1941 seine Vila für verfolgte jüdische Mitbürger. Marie Luise Hensel war mit ihrer ehemaligen Lehrerin Hedwig Jahnow, die 1935 ebenfalls von dem Berufsverbot für jüdische Beamte betroffen war, freundschaftlich verbunden und machte daraus keinen Hehl. Als Hedwig Jahnow 1942 wegen Hörens von „Feindsendern“ im Zuchthaus war, beantragte sie eine Besuchserlaubnis. Im August 1942 versuchte sie, den jüdischen Rechtsanwalt Dr. Hermann Reis sowie dessen Frau Selma geb. Levi und Tochter Marion zur Flucht über die deutsch-schweizerische Grenze am Bodensee zu verhelfen, weil sie von der Deportation bedroht waren. Hermann Reis musste 1933 sein Notariat und die Anwaltstätigkeit aufgeben und vertrat dann die Interessen jüdischer Mitbürger gegenüber dem NS-Regime. Nach der Zerstörung der Marburger Synagoge beim Novemberpogrom 1938 führte er 1939 als Vorsitzender des Jüdischen Kultusvereins die Verhandlungen um den Verkauf des Synagogengrundstücks.
Als Marie Luise Hensel am 27. August zusammen mit ihrer Freundin Käthe Jung aus Überlingen die Fluchtmöglichkeiten auf der Halbinsel Höri auskundschaften wollte, wurden die beiden Frauen von einer Gastwirtin im Bergdorf Schienen denunziert und von der Gestapo im Gefängnis von Konstanz getrennt inhaftiert. Nach drei Tagen intensiver Verhöre erhängte sich Marie Luise Hensel in der Nacht des 30. August 1942 in ihrer Zelle, da sie befürchtete, Geheimnisse zu verraten und ihre Angehörigen in Gefahr zu bringen. Käthe Jung hielt den Verhören stand und konnte nach einigen Wochen, am 16. September 1942 das Gefängnis verlassen. Die gesamte Familie Reis, einschließlich der Großeltern Levi Levi und Johanna Levi geb. Hattenbach aus Treysa, wurde bereits am 6. September 1942 mit der dritten und letzten Deportation von Juden aus Marburg nach Kassel und am nächsten Tag von dort ins Ghetto Theresienstadt verschleppt. Hermann Reis, seine Frau Selma und Tochter Marion wurden 1944 im KZ Auschwitz ermordet. Selmas Vater starb ebenfalls und nur Selmas Mutter überlebte.

## Ehrungen
Der Fluchtversuch der Familie Reis wurde 1960 von Marie Luise Kaschnitz in der Erzählung Das rote Netz: In memoriam Marie-Louise Hensel, literarisch bearbeitet.
Am 10. Dezember 1972 wurde Marie Luise Hensel von Yad Vashem in Jerusalem als Gerechte unter den Völkern geehrt, wo ihre beiden Söhne in der Allee der Gerechten ein Baum pflanzen durften.
In Marburg ist der Marie-Luise-Hensel-Weg nach ihr benannt.